# Budynek Urzędu Miasta Torunia
Budynek Urzędu Miasta Torunia – neogotycki budynek znajdujący się przy ulicy Wały Generała Władysława Sikorskiego, siedziba kilku wydziałów Urzędu Miasta Torunia.
Pierwotnie w budynku mieścił się posterunek policji wraz z aresztem. Budynek zaplanowano na rzucie litery „T”. Został ulokowany na wolnym miejscu, w połowie odległości między urzędem starostwa a działką należącą do ewangelickiej gminy św. Jerzego, gdzie wybudowano kościół św. Szczepana. Według planów w piwnicy miały mieścić się pomieszczenia gospodarcze i techniczne: kuchnia, pralnia, łazienka i kotłownia z magazynami węgla. Gabinety policjantów, pomieszczenia dla strażników, magazyny i kuchnię z pomieszczeniem do wydawania posiłków ulokowano na parterze. Na piętrach znalazły się cele dla więźniów, sanitariaty i izolatka.
5 sierpnia 1902 roku wydano pozwolenie na budowę. Do prac skierowano więźniów. Podczas budowy fundamentów trafiano na wodę, którą trzeba było wypompowywać przed dalszymi pracami. Budynek w stanie surowym miał być gotowy do użytku w 1903 roku. Budynek oddano do użytku na początku maja 1904 roku.
Od 1945 roku mieścił się tam posterunek Milicji Obywatelskiej, następnie do 2004 roku Policji. Po przeprowadzeniu remontu generalnego budynek przejął Urząd Miasta.
13 grudnia 2016 roku w ramach toruńskich obchodów 35. rocznicy wprowadzenia stanu wojennego na ścianie budynku odsłonięto tablicę upamiętniającą działaczy opozycji antykomunistycznej, którzy byli tu przetrzymywani.